# Persecución a cristianos por el Estado Islámico
La persecución a cristianos por Estado Islámico implica el asesinato en masa sistemático de minorías religiosas cristianas, dentro de sus áreas bajo su control en Irak, Siria y Libia. La persecución de las minorías cristianas llegó a su clímax después de su toma de control de partes del norte de Irak en junio de 2014.
Según el diplomático estadounidense Alberto M. Fernández, "Si bien la mayoría de las víctimas del conflicto que se desata en Siria e Irak han sido musulmanes, los cristianos han soportado una gran carga debido a su pequeño número".
El 3 de febrero de 2016, la Unión Europea reconoció la persecución de los cristianos por parte de Estado Islámico de Irak y el Levante como genocidio. La votación fue unánime. Estados Unidos hizo lo mismo el 15 de marzo de 2016, declarando que estas atrocidades fueron genocidio. La votación también fue unánime. El 20 de abril de 2016, el Parlamento británico votó por unanimidad para denunciar estas acciones como genocidio. Sin embargo, una moción similar fracasó en Canadá cuando se opuso la mayoría de los parlamentarios en el gobierno liberal de Justin Trudeau, dicha moción canadiense rechazada consideraba también el asesinato de cristianos LGBT y la violación derechos de las mujeres cristianas como parte de un genocidio hacia minorías religiones étnicas por parte de los yihadistas.

## Antecedentes
La huida masiva y la expulsión de los asirios étnicos de Irak es un proceso que se inició con el comienzo de la Guerra de Irak en 2003 y continúa hasta la actualidad. Los líderes de la comunidad asiria-iraquí estiman que más de dos tercios de la población asiria-iraquí pudo haber huido del país o haber sido desplazada internamente de la invasión liderada por Estados Unidos en 2003 hasta 2011. Los informes sugieren que barrios enteros de asirios se han desalojado en las ciudades de Bagdad y Basora, y que los grupos insurgentes sunitas y las milicias han amenazado a los cristianos asirios. Después de la campaña de Ambar por parte del entonces incipiente Estado Islámico en agosto de 2014, una cuarta parte de los asirios-iraquíes restantes huyeron de los yihadistas, buscando refugio en Turquía y la región autónoma del Kurdistán iraquí.

## Genocidio

### Irak (2014)
Después de la caída de Mosul, Estado Islámico exigió que los cristianos asirios que viven en la ciudad se conviertan al islam, paguen a Jizyah o se enfrenten a la ejecución, antes del 19 de julio de 2014. El líder de Estado Islámico, Abu Bakr al-Baghdadi, señaló además que los cristianos que no aceptan seguir esos términos deben "abandonar las fronteras del Califato Islámico" dentro de un plazo específico. Esto dio como resultado un éxodo cristiano asirio completo de Mosul, que marca el final de 1.800 años de presencia cristiana continua. No se celebró una misa en Mosul por primera vez en casi 2 milenios.
El Estado Islámico ya ha establecido reglas similares para los cristianos que viven en otras ciudades y pueblos, incluida su capital de facto Al-Raqa en Siria.
También se había visto al Estado Islámico marcando hogares cristianos con la letra árabe ن para Nassarah ("cristiano"). Varios edificios religiosos fueron incautados y posteriormente demolidos, especialmente el Monasterio de los mártires San Behnam y su hermana Sara.
Para el 7 de agosto, Estado Islámico capturó las ciudades principalmente asirias de Bajdida, Tel Keppe, Bartella y Karamlish, lo que llevó a los residentes a escapar. Más de 100,000 cristianos-iraquíes se vieron obligados a huir de sus hogares y abandonar todas sus propiedades después de que el Estado Islámico invadió Bajdida y las ciudades circundantes en la gobernación de Nínive de Irak.

### Libia (2015)
El 12 de febrero de 2015, Estado Islámico publicó un informe en su revista en línea Dabiq que muestra fotos de 21 trabajadores migrantes egipcios coptos que habían secuestrado en la ciudad de Sirte, Libia, y a quienes amenazaron con matar para "vengar el [presunto] secuestro". de mujeres musulmanas por la Iglesia copta egipcia". Los hombres, que vinieron de diferentes pueblos de Egipto, 13 de ellos de Al-Our, gobernación de Menia, fueron secuestrados en Sirte en dos ataques separados el 27 de diciembre de 2014 y en enero de 2015.

### Siria (2015)

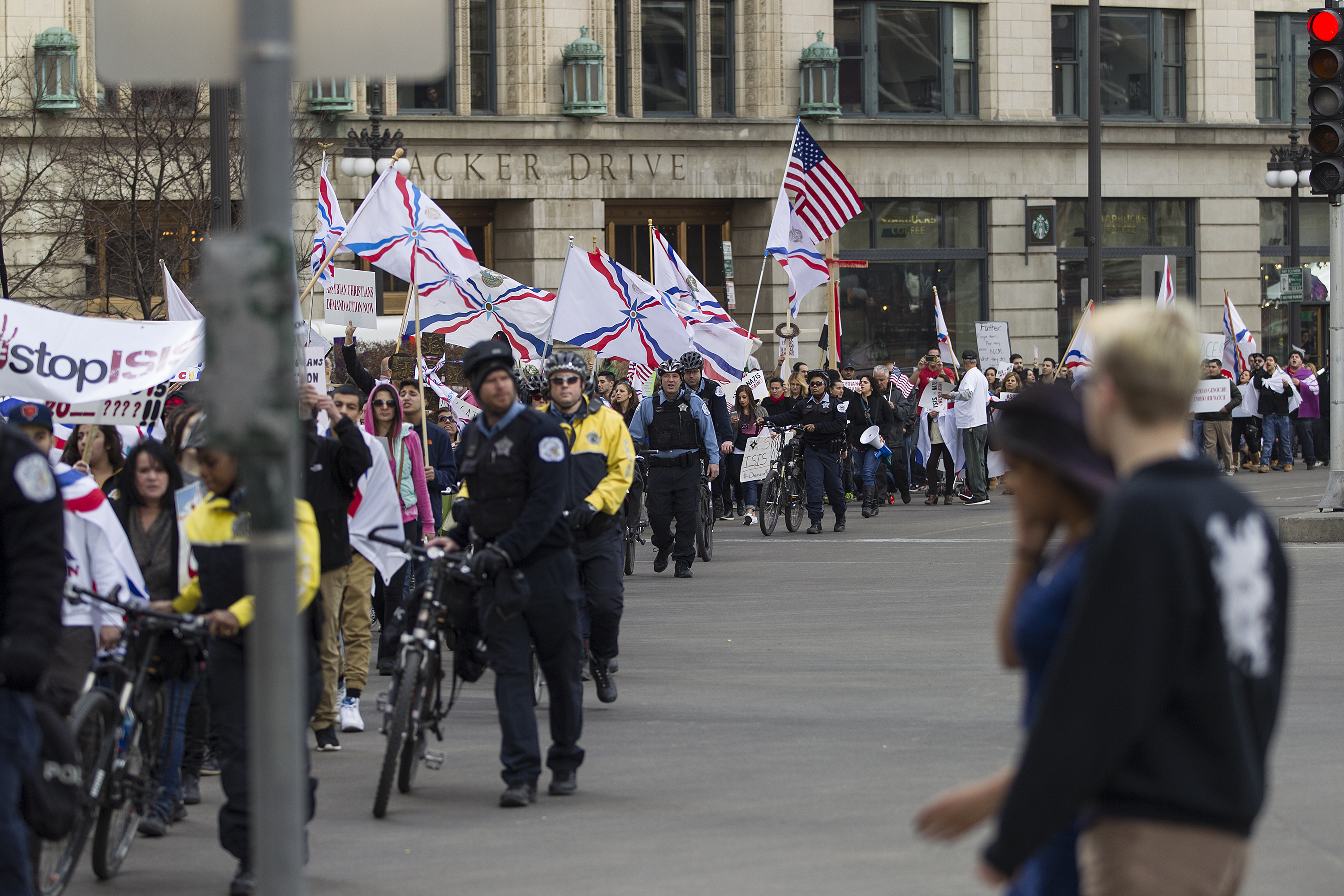
Manifestaciones en Los Ángeles (Estados Unidos) por las masacres a los asirios cristianos en la guerra civil siria, 2016.

El 23 de febrero de 2015, en respuesta a una gran ofensiva kurda en la gobernación de Hasaka, Estado Islámico secuestró a 150 asirios de aldeas cercanas a Tal Tamer en el noreste de Siria, después de lanzar una gran ofensiva en la región.
Según el diplomático estadounidense Alberto M. Fernández, de los 232 de los asirios secuestrados en el ataque de Estado Islámico contra las aldeas agrícolas cristianas asirias a orillas del río Jabur en el noreste de Siria, 51 eran niños y 84 mujeres. "La mayoría de ellos permanecen en cautiverio, con una cuenta que afirma que ISIS exige $ 22 millones (o aproximadamente $ 100,000 por persona) para su liberación".
El 8 de octubre de 2015, Estado Islámico lanzó un vídeo que muestra a tres de los hombres asirios secuestrados en Jabur siendo ejecutados. Se informó que 202 de los 253 asirios secuestrados todavía estaban en cautiverio, cada uno con un rescate exigido de $ 100,000.

## Reacción
Los días 2 y 3 de agosto de 2014, miles de asirios de la diáspora protestaron por la persecución de sus compañeros asirios dentro de Irak y Siria, exigiendo una creación dirigida por las Naciones Unidas de un refugio seguro para las minorías en las llanuras de Nínive.
En octubre de 2014, la activista de derechos humanos kurda-danesa Widad Akrawi dedicó su Premio Internacional de la Paz Pfeffer 2014 "a todas las víctimas de persecución, particularmente a los yazidíes, los cristianos y todos los residentes de la región de Kobanê". Padre católico caldeo Douglas Al -Bazi se ha pronunciado enérgicamente contra el genocidio.
En diciembre de 2015, en un evento del ayuntamiento, la 67 Secretaria de Estado de los Estados Unidos, Hillary Clinton calificó la persecución sistemática como un genocidio.
En febrero de 2016, Lars Adaktusson, un miembro sueco del Parlamento Europeo del Grupo PPE, dijo sobre el voto unánime para reconocer las atrocidades como genocidio: "Da a las víctimas de las atrocidades la oportunidad de restaurar su dignidad humana. También es un confirmación histórica de que el Parlamento Europeo reconoció lo que está sucediendo y que están sufriendo el crimen más despreciable del mundo, a saber, el genocidio".